# 民衆の聖母 (バロッチ)
『民衆の聖母』（みんしゅうのせいぼ、伊: Madonna del Popolo、英: Madonna del Popolo）は、イタリア・ルネサンス後期の画家フェデリコ・バロッチが1575-1579年に板上に油彩で制作した絵画で、聖母マリアと慈善事業が描かれている。当初は、絵画上部に半円形の板がついていて、父なる神が描かれていた。画家の署名と制作年が「FEDERICVS BAROTIVS VRBINAS MDLXXIX」と記されている。作品はフィレンツェのウフィツィ美術館に所蔵されている。

## 歴史
作品は本来、アレッツォの「平信徒同心会」によりマニエリスム期の画家・著述家ジョルジョ・ヴァザーリのためにサンタ・マリア・デッラ・ピエーヴェ教会 (Santa Maria della Pieve) 内の同心会礼拝堂の祭壇画として委嘱された。1574年のヴァザーリの死に際し、作品の制作がバロッチに委嘱され、画家は1579年まで制作に関わった (画面には画家により制作年が付されている)。最初に依頼された主題は「慈悲の神秘」であったが、画家自身が主題の変更を申し出た。
バロッチの数多くの習作、準備素描 (ロンドンの大英博物館、ウフィツィ美術館、ベルリンの銅版画ギャラリーなどに所蔵されている) に記録されている長い研鑽の後、本作は1579年に完成し、アレッツォの教区に置かれるために搬送された。絵画の上に父なる神を表す半円形の先端部が取り付けられていたが、それは現在、アレッツォの中世・現代美術館に所蔵されている。
17世紀に、絵画は大変な名声を持っていた。グレゴリオ・パガーニのような画家たちが絵画を称賛し、研究するために特にアレッツォに赴いたといわれている。1786年に、絵画はトスカーナ大公であったレオポルト2世により購入された。翌年の1787年にウフィツィ美術館に移され、現在も美術館に展示されている
。

## 作品
バロッチは、聖母マリアの慈善事業との関連をより近代的に描写している。人々が聖母の方を向いているところが表されており、聖母は彼らのために画面上部にいる祝福するイエス・キリストとの間をとりなしている。聖母は、階層、年齢、性別にかかわりなくすべての人のための存在である。
下方の建物が見える広場に、非常に多くの人々が表されている。宝石を身に着け、祈っている淑女など富裕だとわかる人々もいれば、左端の若い紳士から施しを受ける母子など下層階級の人々もいる。画面手前には水筒を持ち、施しを求めている足の不自由な者と、盲目のハーディー・ガーディー弾きもいる。子供たちは非常に表情豊かで、現実的な瞬間で捉えられている。たとえば、右端の女性が手に持っている祈祷書を無邪気に捲って、邪魔をしている子供、ハーディー・ガーディーの音に注意をそがれつつ微笑んでいる母親の隣で跪いている子供などである。前景右側の犬、あるいはキリストの傍の純真で恥ずかしがりの小さな天使などは、生き生きとした親近感を伝えている。
登場しているキリスト、聖母マリア、そして「三位一体」の象徴であるハトはすべて小さな天使たちに取り囲まれているが、抽象的でもなく非現実的でもない。彼らの影は画面中央部に投げかけられており、群衆は超自然主義的な存在から自らを隔てて彼らを見ている。
『民衆の聖母』の構図は、ペルージャ大聖堂にある『キリストの降架』など画家の以前のいくつかの作品よりも自由なものとなっている。画面は円形に配された人物像で満ち、その円形により下の場面には奥行きが与えられている。色彩は明るく、繊細な虹色の効果により価値ある希少性を有している。